# De Foute 128
De Foute 128 is een hitlijst van foute muziek die tussen 2002 en 2018 jaarlijks werd uitgezonden op de Vlaamse commerciële radiozender Qmusic. Dit gebeurde steeds op de laatste vrijdag van juni, om zo het einde van het radioseizoen in te luiden. Na een marathonuitzending van 12 uur lang, werd 's avonds De Foute Party georganiseerd, een muziekevenement waarbij hetzelfde genre centraal staat.
De lijst werd opgebouwd aan de hand een stemronde waaraan iedereen kan deelnemen via de website van het radiostation.
In 2019 werd De Foute 128 vervangen door De Foute 528, uitgespreid over de vijf laatste werkdagen van juni. De apotheose was wederom een marathonuitzending op vrijdag, gevolgd door De Foute Party.
In 2021 werd De Foute 528 uitgebreid tot De Foute 728.

## Presentatoren
| Editie              | Datum      | Presentatoren |
| ------------------- | ---------- | --- |
| De Foute 128 - 2002 | 28 juni    | Erwin Deckers en Sven Ornelis + wedstrijdrubriek met Carl Schmitz |
| De Foute 128 - 2003 | 27 juni    | Erwin Deckers en Sven Ornelis + wedstrijdrubriek met Carl Schmitz |
| De Foute 128 - 2004 | 25 juni    | Erwin Deckers en Sven Ornelis + wedstrijdrubriek met Carl Schmitz |
| De Foute 128 - 2005 | 24 juni    | Erwin Deckers en Sven Ornelis + wedstrijdrubriek met Carl Schmitz |
| De Foute 128 - 2006 | 30 juni    | Erwin Deckers en Sven Ornelis + wedstrijdrubriek met Carl Schmitz |
| De Foute 128 - 2007 | 29 juni    | Erwin Deckers en Sven Ornelis + wedstrijdrubriek met Carl Schmitz |
| De Foute 128 - 2008 | 27 juni    | Erwin Deckers en Sven Ornelis + wedstrijdrubriek met Carl Schmitz |
| De Foute 128 - 2009 | 26 juni    | Sven Ornelis en Kürt Rogiers + wedstrijdrubriek met Carl Schmitz |
| De Foute 128 - 2010 | 25 juni    | Sven Ornelis en Kürt Rogiers + wedstrijdrubriek met Carl Schmitz |
| De Foute 128 - 2011 | 24 juni    | Sven Ornelis en Kürt Rogiers + wedstrijdrubriek met Carl Schmitz |
| De Foute 128 - 2012 | 29 juni    | Sven Ornelis en Kürt Rogiers + wedstrijdrubriek met Carl Schmitz |
| De Foute 128 - 2013 | 28 juni    | Sven Ornelis en Kürt Rogiers + wedstrijdrubriek met Carl Schmitz |
| De Foute 128 - 2014 | 27 juni    | Sven Ornelis en Kürt Rogiers + wedstrijdrubriek met Carl Schmitz |
| De Foute 128 - 2015 | 26 juni    | Sven Ornelis en Maarten Vancoillie + wedstrijdrubriek met Carl Schmitz |
| De Foute 128 - 2016 | 1 juli     | Maarten Vancoillie en Dorothee Dauwe |
| De Foute 128 - 2017 | 30 juni    | Maarten Vancoillie en Dorothee Dauwe |
| De Foute 128 - 2018 | 29 juni    | Maarten Vancoillie en Dorothee Dauwe |
| De Foute 528 - 2019 | 24–27 juni | Afwisselend: • Sam De Bruyn, Heidi Van Tielen en Wim Oosterlinck • Bart-Jan Depraetere en Jolien Roets • Sean Dhondt en Felice Dekens • Maarten Vancoillie en Dorothee Dauwe    |
| De Foute 528 - 2019 | 28 juni    | Maarten Vancoillie en Dorothee Dauwe |
| De Foute 528 - 2020 | 22–25 juni | Afwisselend: • Sam De Bruyn, Inge De Vogelaere en Wim Oosterlinck • Matthias Vandenbulcke en Felice Dekens • Sean Dhondt en Jolien Roets • Maarten Vancoillie en Dorothee Dauwe |
| De Foute 528 - 2020 | 26 juni    | Maarten Vancoillie en Dorothee Dauwe |
| De Foute 728 - 2021 | 21–24 juni | Afwisselend: • Maarten Vancoillie, Dorothee Dauwe • Matthias Vandenbulcke en Maureen Vanherberghen • Marie Monballiu en Yoren Linsen • Vincent Fierens                          |
| De Foute 728 - 2021 | 25 juni    | Maarten Vancoillie en Dorothee Dauwe |
| De Foute 728 - 2022 | 27–30 juni | Afwisselend: • Maarten Vancoillie en Dorothee Dauwe • Matthias Vandenbulcke en Emma Salden • Sean Dhondt en Jolien Roets • Vincent Fierens                                      |
| De Foute 728 - 2022 | 1 juli     | Maarten Vancoillie en Dorothee Dauwe |
| De Foute 728 - 2023 | 27–30 juni | Afwisselend: • Maarten Vancoillie en Dorothee Dauwe • Matthias Vandenbulcke en Maureen Vanherberghen • Sean Dhondt en Jolien Roets • Vincent Fierens en Emma Salden             |
| De Foute 728 - 2023 | 1 juli     | Maarten Vancoillie en Dorothee Dauwe |

## Lijst van nummers 1
| Jaar | Uitvoerder         | Titel                 |
| ---- | ------------------ | --------------------- |
| 2002 | Marianne Rosenberg | Ich bin wie du        |
| 2003 | Village People     | Y.M.C.A.              |
| 2004 | Paul de Leeuw      | Vlieg met me mee      |
| 2005 | Frans Bauer        | Heb je even voor mij  |
| 2006 | Frans Bauer        | Heb je even voor mij  |
| 2007 | Frans Bauer        | Heb je even voor mij  |
| 2008 | Frans Bauer        | Heb je even voor mij  |
| 2009 | Frans Bauer        | Heb je even voor mij  |
| 2010 | Frans Bauer        | Heb je even voor mij  |
| 2011 | Tom Waes           | Dos cervezas          |
| 2012 | Tom Waes           | Dos cervezas          |
| 2013 | Michel Sardou      | Les Lacs du Connemara |
| 2014 | Christoff          | Sweet Caroline        |
| 2015 | Christoff          | Sweet Caroline        |
| 2016 | K3                 | 10.000 luchtballonnen |
| 2017 | Get Ready!         | Diep (zo diep)        |
| 2018 | Get Ready!         | Diep (zo diep)        |
| 2019 | André Hazes jr.    | Leef                  |
| 2020 | André Hazes jr.    | Leef                  |
| 2021 | X-Session          | On And On             |
| 2022 | Mart Hoogkamer     | Ik Ga Zwemmen         |
| 2023 | X-Session          | On And On             |
| 2024 | Joost              | Europapa              |

## Foute 128 in 2014
Dit is de top 50 uit de Foute 128 van 2014
| Nr. | Uitvoerder                           | Titel                                     |
| --- | ------------------------------------ | ----------------------------------------- |
| 1   | Christoff                            | Sweet Caroline                            |
| 2   | Village People                       | Y.M.C.A.                                  |
| 3   | Frans Bauer                          | Heb je even voor mij                      |
| 4   | Michel Sardou                        | Les Lacs du Connemara                     |
| 5   | ABBA                                 | Dancing Queen                             |
| 6   | Get Ready!                           | Diep (zo diep)                            |
| 7   | Barry White                          | You're the First, the Last, My Everything |
| 8   | Marco Borsato                        | Dromen zijn bedrog                        |
| 9   | Captain Jack                         | Captain Jack                              |
| 10  | Bart Kaëll                           | Zeil je voor het eerst                    |
| 11  | / John Travolta & Olivia Newton-John | You're the One That I Want                |
| 12  | Sandra Kim                           | J'aime la vie                             |
| 13  | Willy Sommers                        | Laat de zon in je hart                    |
| 14  | Zangeres Zonder Naam                 | Mexico                                    |
| 15  | PSY                                  | Gangnam Style                             |
| 16  | André Hazes                          | Zij gelooft in mij                        |
| 17  | 2 Fabiola feat. Loredana             | She's After My Piano                      |
| 18  | De Kreuners                          | Ik wil je                                 |
| 19  | The Pointer Sisters                  | I'm So Excited                            |
| 20  | Tom Waes                             | Dos cervezas                              |
| 21  | KISS                                 | I Was Made for Lovin' You                 |
| 22  | Paul de Leeuw                        | Vlieg met me mee                          |
| 23  | Aqua                                 | Barbie Girl                               |
| 24  | Paul Severs                          | Zeg 'ns meisje                            |
| 25  | The Radios                           | I'm Into Folk                             |
| 26  | Marianne Rosenberg                   | Ich bin wie du                            |
| 27  | X-Session                            | On and On                                 |
| 28  | Benny Neyman                         | Vrijgezel                                 |
| 29  | Isabelle A                           | Hé, lekker beest                          |
| 30  | Meat Loaf                            | Paradise by the Dashboard Light           |
| 31  | K3                                   | Mamasé!                                   |
| 32  | Gloria Gaynor                        | I Will Survive                            |
| 33  | Sam Gooris                           | Laat het gras maar groeien                |
| 34  | Bellini                              | Samba de Janeiro                          |
| 35  | DJ Ötzi                              | Anton aus Tirol                           |
| 36  | Good Shape                           | Take My Love                              |
| 37  | Liliane Saint-Pierre                 | Soldiers of Love                          |
| 38  | Technotronic                         | Pump Up the Jam                           |
| 39  | Gebroeders Ko                        | Boten Anna                                |
| 40  | Europe                               | The Final Countdown                       |
| 41  | Aretha Franklin                      | Think                                     |
| 42  | De Romeo's                           | Viva de Romeo's                           |
| 43  | Vengaboys                            | Boom, Boom, Boom, Boom!!                  |
| 44  | André van Duin                       | Er staat een paard in de gang             |
| 45  | Dolly Dots                           | Love Me Just a Little Bit More            |
| 46  | Michel Delpech                       | Pour un flirt                             |
| 47  | Rita Deneve                          | De allereerste keer                       |
| 48  | / 2 Unlimited                        | Jump for Joy                              |
| 49  | Willy Sommers                        | Als een leeuw in een kooi                 |
| 50  | Tavares                              | Heaven Must Be Missing an Angel           |

## Foute 128 in 2015
Dit is de top 50 uit de Foute 128 van 2015
| Nr.                                      | 2014 | Uitvoerder                           | Titel                                     |
| ---------------------------------------- | ---- | ------------------------------------ | ----------------------------------------- |
| 1                                        | 1    | Christoff                            | Sweet Caroline                            |
| 2                                        | 9    | Captain Jack                         | Captain Jack                              |
| 3                                        | 3    | Frans Bauer                          | Heb je even voor mij                      |
| 4                                        | 23   | Aqua                                 | Barbie Girl                               |
| 5                                        | 4    | Michel Sardou                        | Les Lacs du Connemara                     |
| 6                                        | 6    | Get Ready!                           | Diep (zo diep)                            |
| 7                                        | 2    | Village People                       | Y.M.C.A.                                  |
| 8                                        | 20   | Tom Waes                             | Dos cervezas                              |
| 9                                        | 11   | / John Travolta & Olivia Newton-John | You're the One That I Want                |
| 10                                       | 15   | PSY                                  | Gangnam Style                             |
| 11                                       | 5    | ABBA                                 | Dancing Queen                             |
| 12                                       | 13   | Willy Sommers                        | Laat de zon in je hart                    |
| 13                                       | 7    | Barry White                          | You're the First, the Last, My Everything |
| 14                                       | 8    | Marco Borsato                        | Dromen zijn bedrog                        |
| 15                                       | 19   | The Pointer Sisters                  | I'm So Excited                            |
| 16                                       | 16   | André Hazes                          | Zij gelooft in mij                        |
| 17                                       | 12   | Sandra Kim                           | J'aime la vie                             |
| 18                                       | 30   | Meat Loaf                            | Paradise by the Dashboard Light           |
| 19                                       | 10   | Bart Kaëll                           | Zeil je voor het eerst                    |
| 20                                       | 27   | X-Session                            | On and On                                 |
| 21                                       | 25   | The Radios                           | I'm Into Folk                             |
| 22                                       | -    | Las Ketchup                          | The Ketchup Song                          |
| 23                                       | 40   | Europe                               | The Final Countdown                       |
| 24                                       | 34   | Bellini                              | Samba de Janeiro                          |
| 25                                       | 22   | Paul de Leeuw                        | Vlieg met me mee                          |
| 26                                       | 17   | 2 Fabiola feat. Loredana             | She's After My Piano                      |
| 27                                       | 24   | Paul Severs                          | Zeg 'ns meisje                            |
| 28                                       | 43   | Vengaboys                            | Boom, Boom, Boom, Boom!!                  |
| 29                                       | 26   | Marianne Rosenberg                   | Ich bin wie du                            |
| 30                                       | 29   | Isabelle A                           | Hé, lekker beest                          |
| 31                                       | 36   | Good Shape                           | Take My Love                              |
| 32                                       | -    | Kabouter Plop                        | Kabouterdans                              |
| 33                                       | 32   | Gloria Gaynor                        | I Will Survive                            |
| 34                                       | 57   | Luc Steeno                           | Hij speelde accordeon                     |
| 35                                       | -    | Alana Dante                          | Take Me for a Ride                        |
| 36                                       | 28   | Benny Neyman                         | Vrijgezel                                 |
| 37                                       | -    | Safri Duo                            | Played-a-Live (The Bongo Song)            |
| 38                                       | 33   | Sam Gooris                           | Laat het gras maar groeien                |
| 39                                       | -    | Gusttavo Lima                        | Balada                                    |
| 40                                       | 38   | Technotronic                         | Pump Up the Jam                           |
| 41                                       | 31   | K3                                   | Mamasé!                                   |
| 42                                       | -    | DVBBS & Borgeous                     | Tsunami                                   |
| 43                                       | 18   | De Kreuners                          | Ik wil je                                 |
| 44                                       | 35   | DJ Ötzi                              | Anton aus Tirol                           |
| 45                                       | 41   | Aretha Franklin                      | Think                                     |
| 46                                       | -    | Jebroer feat. Skinto & Shepherd      | Banaan (Bigger Better Anthem)             |
| 47                                       | 61   | Dr. Alban                            | Sing Hallelujah                           |
| 48                                       | 38   | Liliane Saint-Pierre                 | Soldiers of Love                          |
| 49                                       | 63   | Will Tura                            | Mooi, 't leven is mooi                    |
| 50                                       | 21   | KISS                                 | I Was Made for Lovin' You                 |
| De 3 Hoogste Nieuwkomers (uit 2014-2015) |      |                                      |                                           |
| 42                                       | -    | DVBBS & Borgeous                     | Tsunami                                   |
| 46                                       | -    | Jebroer feat. Skinto & Shepherd      | Banaan (Bigger Better Anthem)             |
| 57                                       | -    | AronChupa                            | I'm an Albatroaz                          |

## Foute 128 in 2016
Dit is de top 50 uit de Foute 128 van 2016
| Nr. | 2015 | Uitvoerder                           | Titel                                     |
| --- | ---- | ------------------------------------ | ----------------------------------------- |
| 1   | -    | K3                                   | 10.000 luchtballonnen                     |
| 2   | 5    | Michel Sardou                        | Les Lacs du Connemara                     |
| 3   | 1    | Christoff                            | Sweet Caroline                            |
| 4   | 2    | Captain Jack                         | Captain Jack                              |
| 5   | 11   | ABBA                                 | Dancing Queen                             |
| 6   | 3    | Frans Bauer                          | Heb je even voor mij                      |
| 7   | 7    | Village People                       | Y.M.C.A.                                  |
| 8   | 6    | Get Ready!                           | Diep (zo diep)                            |
| 9   | 13   | Barry White                          | You're the First, the Last, My Everything |
| 10  | 14   | Marco Borsato                        | Dromen zijn bedrog                        |
| 11  | 4    | Aqua                                 | Barbie Girl                               |
| 12  | 30   | Isabelle A                           | Hé, lekker beest                          |
| 13  | 9    | / John Travolta & Olivia Newton-John | You're the One That I Want                |
| 14  | 8    | Tom Waes                             | Dos cervezas                              |
| 15  | 27   | 2 Fabiola feat. Loredana             | She's After My Piano                      |
| 16  | 90   | Bryan Adams                          | Summer of '69                             |
| 17  | 12   | Willy Sommers                        | Laat de zon in je hart                    |
| 18  | 20   | X-Session                            | On and On                                 |
| 19  | 16   | André Hazes                          | Zij gelooft in mij                        |
| 20  | 18   | Meat Loaf                            | Paradise by the Dashboard Light           |
| 21  | 55   | Milk Inc.                            | Walk on Water                             |
| 22  | 32   | Kabouter Plop                        | Kabouterdans                              |
| 23  | 21   | The Radios                           | I'm Into Folk                             |
| 24  | 34   | Luc Steeno                           | Hij speelde accordeon                     |
| 25  | 24   | Bellini                              | Samba de Janeiro                          |
| 26  | 17   | Sandra Kim                           | J'aime la vie                             |
| 27  | 36   | Benny Neyman                         | Vrijgezel                                 |
| 28  | 26   | The Pointer Sisters                  | I'm So Excited                            |
| 29  | 53   | / 2 Unlimited                        | Jump for Joy                              |
| 30  | 25   | Paul de Leeuw                        | Vlieg met me mee                          |
| 31  | 31   | Good Shape                           | Take My Love                              |
| 32  | 29   | Marianne Rosenberg                   | Ich bin wie du                            |
| 33  | 40   | Technotronic                         | Pump Up the Jam                           |
| 34  | 19   | Bart Kaëll                           | Zeil je voor het eerst                    |
| 35  | 23   | Europe                               | The Final Countdown                       |
| 36  | 10   | PSY                                  | Gangnam Style                             |
| 37  | 98   | Eddy Wally                           | Chérie                                    |
| 38  | 44   | DJ Ötzi                              | Anton aus Tirol                           |
| 39  | 43   | De Kreuners                          | Ik wil je                                 |
| 40  | 28   | Vengaboys                            | Boom, Boom, Boom, Boom!!                  |
| 41  | 33   | Gloria Gaynor                        | I Will Survive                            |
| 42  | -    | Lil' Kleine & Ronnie Flex            | Drank & drugs                             |
| 43  | 45   | Aretha Franklin                      | Think                                     |
| 44  | 76   | Michel Teló                          | Ai se eu te pego!                         |
| 45  | 69   | Clouseau                             | Anne                                      |
| 46  | 80   | AC/DC                                | Thunderstruck                             |
| 47  | 64   | Ultimate Kaos                        | Casanova                                  |
| 48  | 28   | Paul Severs                          | Zeg 'ns meisje                            |
| 49  | 47   | Dr. Alban                            | Sing Hallelujah                           |
| 50  | 48   | Liliane Saint-Pierre                 | Soldiers of Love                          |